# Євпраксія Константинопольська
Євпраксія Константинопольська (380, Константинополь — 413, Фіваїди) — православна свята.
Свята діва народилася в другій за багатством і знатності сім'ї Константинополя, була племінницею імператора Феодосія Великого, згодом також оголошеного святим.
У сім років, після смерті батька, дівчинка разом з матір'ю відправилася оглядати єгипетські володіння. Увагу обох привернув монастир поблизу Фіваїд. Мати з донькою зупинилися в ньому на ніч, та так і залишилися там. Мати незабаром померла, а Євпраксія дуже рано зрозуміла, що мирське життя — суєта. Вона написала листа імператору, в якому, відмовилася від шлюбу з сином сенатора, за якого її засватали ще в п'ять років. Вона написала, що стала Христовою нареченою і просила розпорядитися її маєтками, роздавши їх на користь церкви і бідним. Дівчина до кінця днів прожила в монастирі, ведучи смиренне життя. Померла у 30-річному віці.
Її високо шанували в Київській Русі. Ім'я «Євпраксія» носили київські княжни: Євпраксія Всеволодівна — онука Ярослава Мудрого, та Євпраксія Мстиславівна — онука Володимира Мономаха.
У православних свята Євпраксія відома зціленням глухонімих, сліпих, тяжкопоранених. Вона охороняла від утоплення, виганяла диявола з людських душ. У 2009 році мощі святої Євпраксії привозили з Єгипту до Києва.